# Землетрус в Еквадорі (2016)
Землетрус в Еквадорі 16 квітня 2016 року — стихійне лихо з епіцентром поблизу міста Педерналес (Еквадор). Землетрус потужністю 7,8 бала стався 16 квітня 2016 року о 18:58 за місцевим часом.
23 квітня 2016 р. на сайті Європейсько-середземноморського сейсмологічного центру повідомлено по ще один землетрус біля берегів Еквадору магнітудою 5,8. Землетрус стався о 20:24 за місцевим часом (4:24 за київським). Осередок землетрусу розташовувався на глибині 30 км, а епіцентр був розташований у 24 кілометрах на захід від міста Муісне. Загалом же за тиждень зафіксовано близько 700 поштовхів. Травмовано 12,5 тис. чол., 26 тис. тис. чол. залишилися без даху над головою.

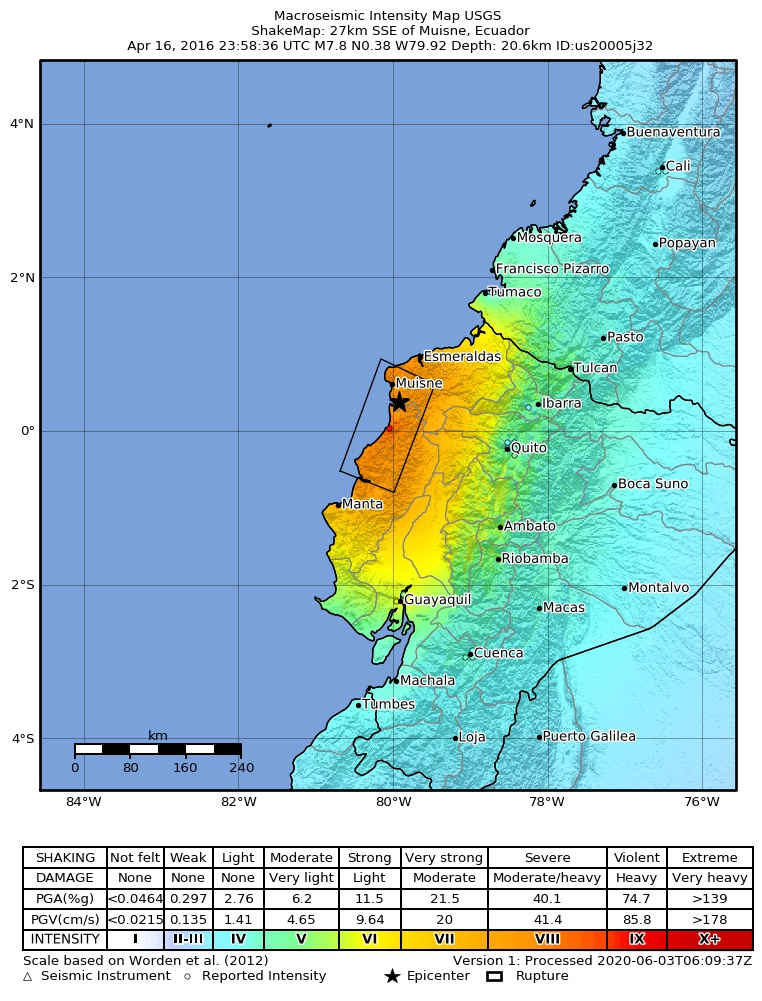

За попередніми даними кількість загиблих унаслідок землетрусу становить 233 особи. 18 квітня 2016 р. повідомлено, що кількість загиблих збільшилася до 272; понад 2500 отримали поранення. Пізніше це число збільшувалося і 23 квітня досягло 602 людини.
У пошуково-рятувальних операціях задіяні 10 тисяч бійців національної армії та 3.5 тисячі поліцейських. Влада заявила про повне руйнування міста Педерналес. У столиці країни Кіто немає електрики та телефонного та стільникового зв'язку. У зв'язку з землетрусом було оголошено надзвичайний стан на всій території країни, мобілізована національна гвардія для надання допомоги в проведенні рятувальних робіт.
Поштовхи відчувалися в сусідніх Колумбії і Перу.